# 加藤正武
加藤 正武 (かとう まさたけ、1930年または1931年 - ）は、日本の政治家。民主党所属。大阪市会議員、大阪市会副議長を歴任。旭日中綬章受章者。

## 経歴
衆議院議員の秘書経験がある。大阪市会議員となり、1998年 (平成10年) 6月4日から翌年4月29日まで第98代市会議長を務めた。しかし、1999年の第14回統一地方選挙では700票近くの差で次点落選。2003年の第15回統一地方選挙では返り咲き、2007年の第16回統一地方選挙では次点と8票差という僅差で当選、 2011年まで市会議員を務め、政界引退。

## 選挙歴
- 1999年4月 大阪市会議員選挙 阿倍野区選挙区 (定数4) で5位落選[4]
- 2003年4月 大阪市会議員選挙 阿倍野区選挙区 (定数4) で3位当選[5]
- 2007年4月 大阪市会議員選挙 阿倍野区選挙区 (定数4) で4位当選[6]

## 栄典
- 2016年11月 平成28年秋の叙勲で旭日中綬章を受章[2]